# Друга голландська експедиція в Ост-Індію

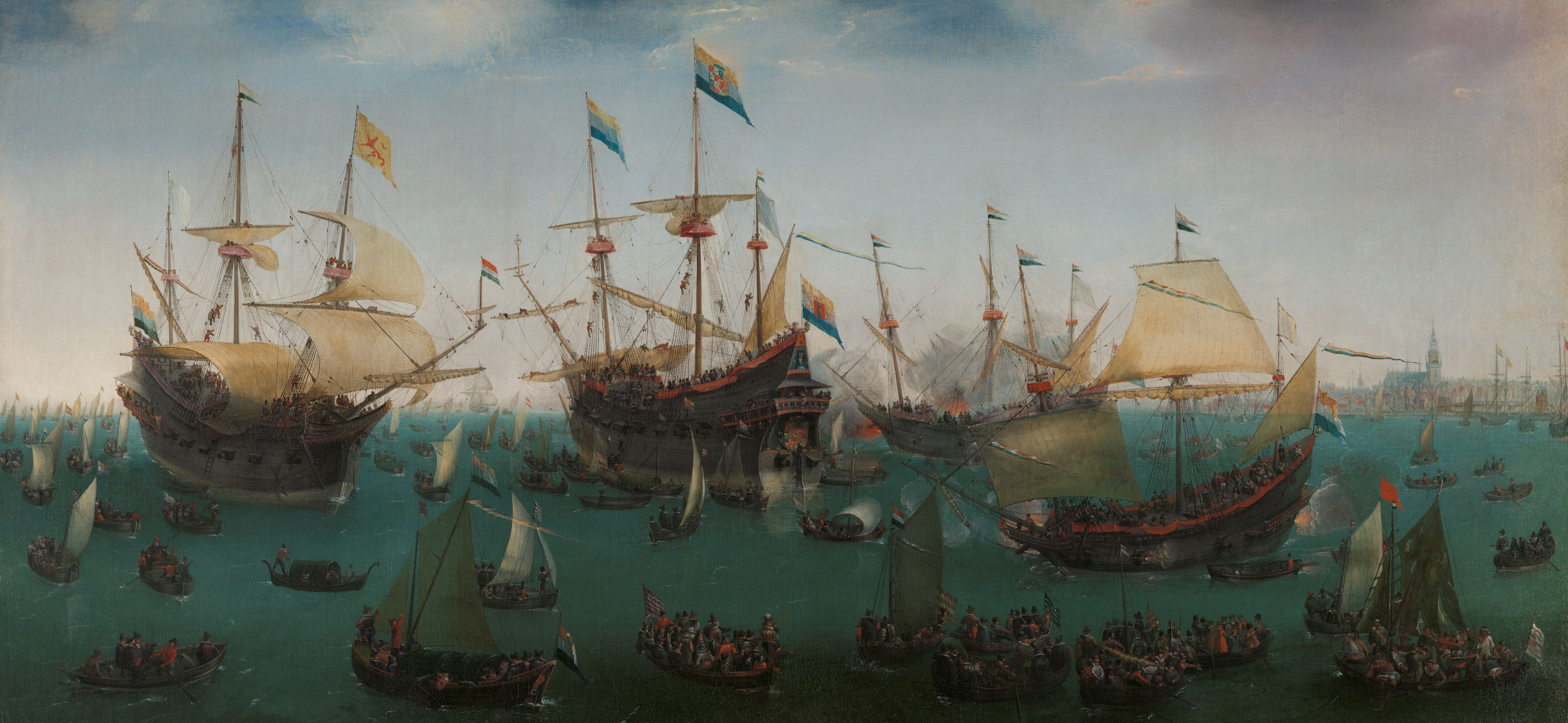
Повернення 2-ї голландської експедиції з Ост-Індії в 1599 році Корнеліс Вром

Друга голландська експедиція в Ост-Індію (1598—1600) — одна з приватних голландських експедицій кінця XVI ст., спрямованих на руйнування португальської монополії по торгівлі прянощами з Ост-Індією. Відбувалась під керівництвом Якова Корнеліса ван Нека. Під час експедиції голландцями вперше було досягнуто Молуккських островів. Надзвичайно високий прибуток, отриманий в результаті експедиції, сприяв подальшому створенню голландської Ост-Індійської компанії.

## Передумови

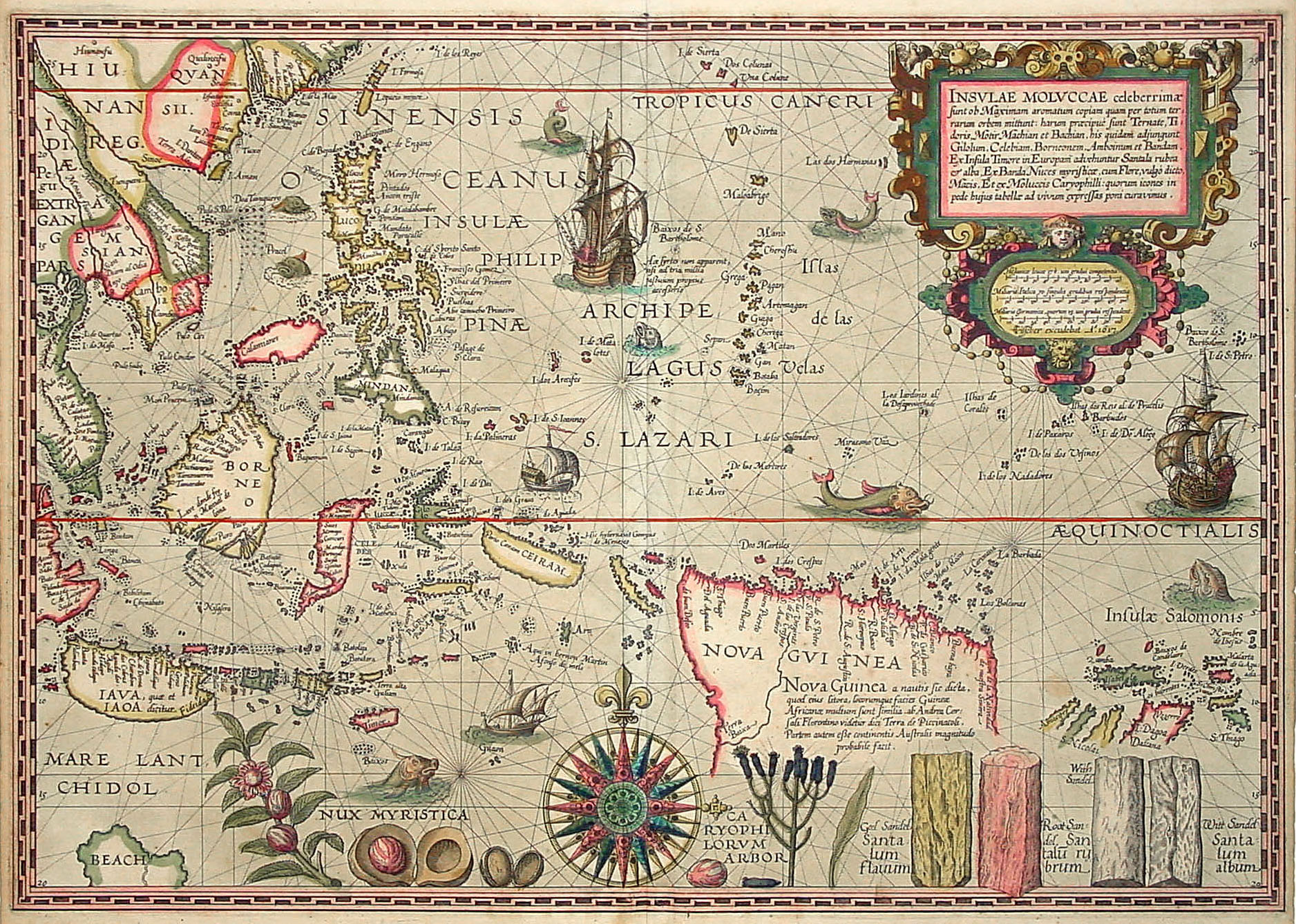
Карта Петера Планціуса 1592 р з зображенням Малайського архіпелагу і Молуккських островів

Протягом XVI століття португальці домінували у торгівлі прянощами, але після першої голландської експедиції в Ост-Індію під керівництвом Корнеліса де Гаутмана спонсори цієї експедиції вирішили, що настав час для подальших спроб закріпитись на індонезійському ринку спецій. Приватний консорціум, що стояв за першою експедицією — «Компанія по торгівлі на далекі відстані» та нещодавно створена «Нова компанія для подорожей до Ост-Індії» об'єднали зусилля і спільно зібрали майже 800 000 гульденів, на той момент найбільшу суму грошей, яка колись збиралась в Нідерландах для приватного підприємства.
У 1592 р. картограф Петер Планціус опублікував серію карт, що точно описували шлях до Індії. Разом з описами і копіями секретних португальських карт, зроблених в ті ж часи Яном Гюйгеном ван Лінсхотеном, це стало однією з причин, які уможливили відправку Першої голландської експедиції до Ост-Індії. Планціус був особисто зацікавлений і у новому підприємстві і ретельно вивчав звіти першої експедиції, щоб розробити рекомендації для вибору ідеальних маршрутів для наступних плавань.

## Склад флоту

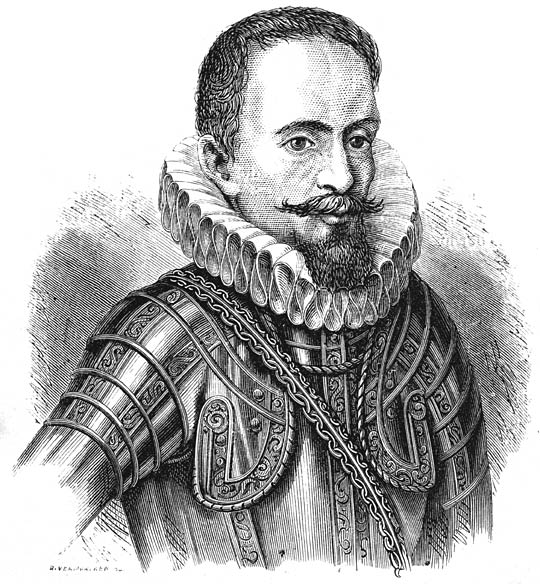
Якоб ван Хемскерк

Керівником флотилії було обрано адмірала Якоба ван Нека, а його заступниками — віцеадмірала Вайбранд ван Ворвіка та дослідника Арктики Якоба ван Хемскерка. Також у складі екіпажу на борту був Віллем Янсзон.
Флот складався з восьми суден: Mauritius та Hollandia, які плавали з першим флотом Гаутмана, а також Amsterdam, Zeelandia, Geldria, Utrecht, Vriesland та менший корабель Overeyssel. Останні п'ять кораблів були названі на честь голландських провінцій.

## Плавання
1 травня 1598 р. флотилія відпливла з Теселя. Флотилія добре стартувала, обійшовши мис Доброї Надії лише за три місяці. Однак незабаром після досягнення мису флот потрапив у сильні шторми і був розділений на дві частини. Ван Нек з трьома кораблями швидко оговтався і висадився на східному узбережжі Мадагаскару, щоб поповнити запаси, тоді як інші кораблі під командою Ворвіка не змогли висадитися на Мадагаскарі через шторм і зупинились на о. Маврикій.

### Бантен

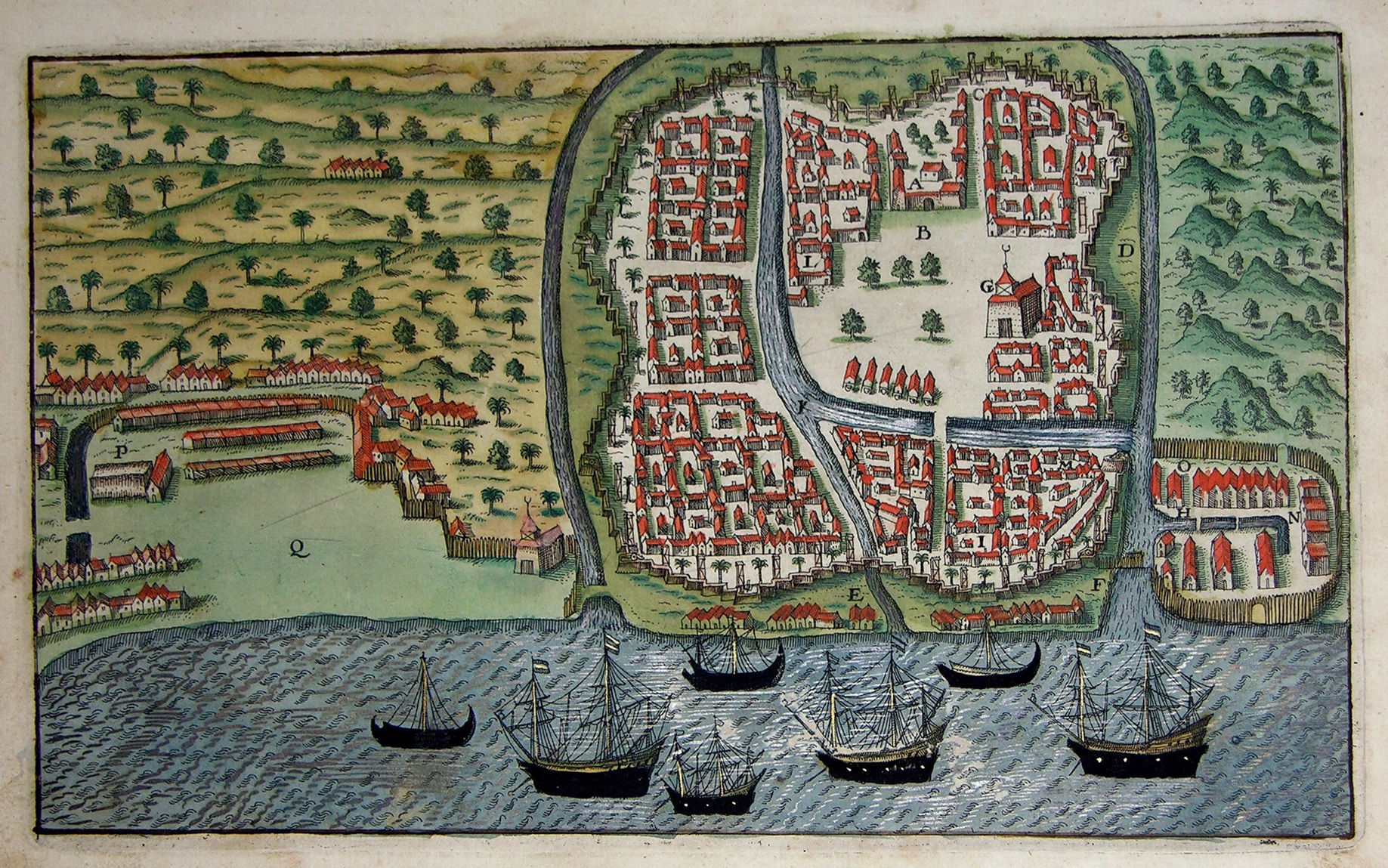
Голландські кораблі в гавані Бантена. 1599 р.

Після семи місяців плавання, Ван Нек та його три кораблі 25 листопада 1598 року досягли торгового міста Бантен. Бантенці з радістю прийняли голландців, бо нещодавно вони вели війну з португальцями та знищили три їх кораблі, тож вони сподівались отримати захист від помсти зі сторони португальського флоту, уклавши союз з Ван Неком. За місяць усі три кораблі було наповнено спеціями.
Тим часом кораблі Ван Ворвіка висадились на ненаселеному острові, який на португальських картах був позначений як Ilha do Cirne, і який вони перейменували на Маврикій, на честь Моріца Оранського. Вони залишили на острові півня та сім курей, а також висадили багато насіння, зокрема кілька апельсинових та лимонних дерев. Потім вони відплили до Бантена, до якого вони дійшли 30 грудня, та радісно відсвяткували зустріч Нового року з людьми Ван Нека.

### Повернення Ван Нека
Ван Нек швидко наповнив прянощами один із чотирьох кораблів, приведених Ворвіком і відплив разом із ним та іншими своїми трьома кораблями, вже завантаженими прянощами додому. Він досяг Амстердаму в липні 1599 р.. Подорож зайняла 15 місяців, вдвічі менше часу, ніж експедиція де Гаутмана. Екіпаж провели вулицями за гуртом трубачів, під дзвін усіх дзвонів в місті, потім пригостили такою кількістю вина, яку вони подужали випити, а Ван Неку подарували золоту склянку. Ван Нек привіз із собою майже мільйон фунтів перцю та гвоздики, а також пів корабля мускатного горіха, мацису та кориці.

### Решта флоту

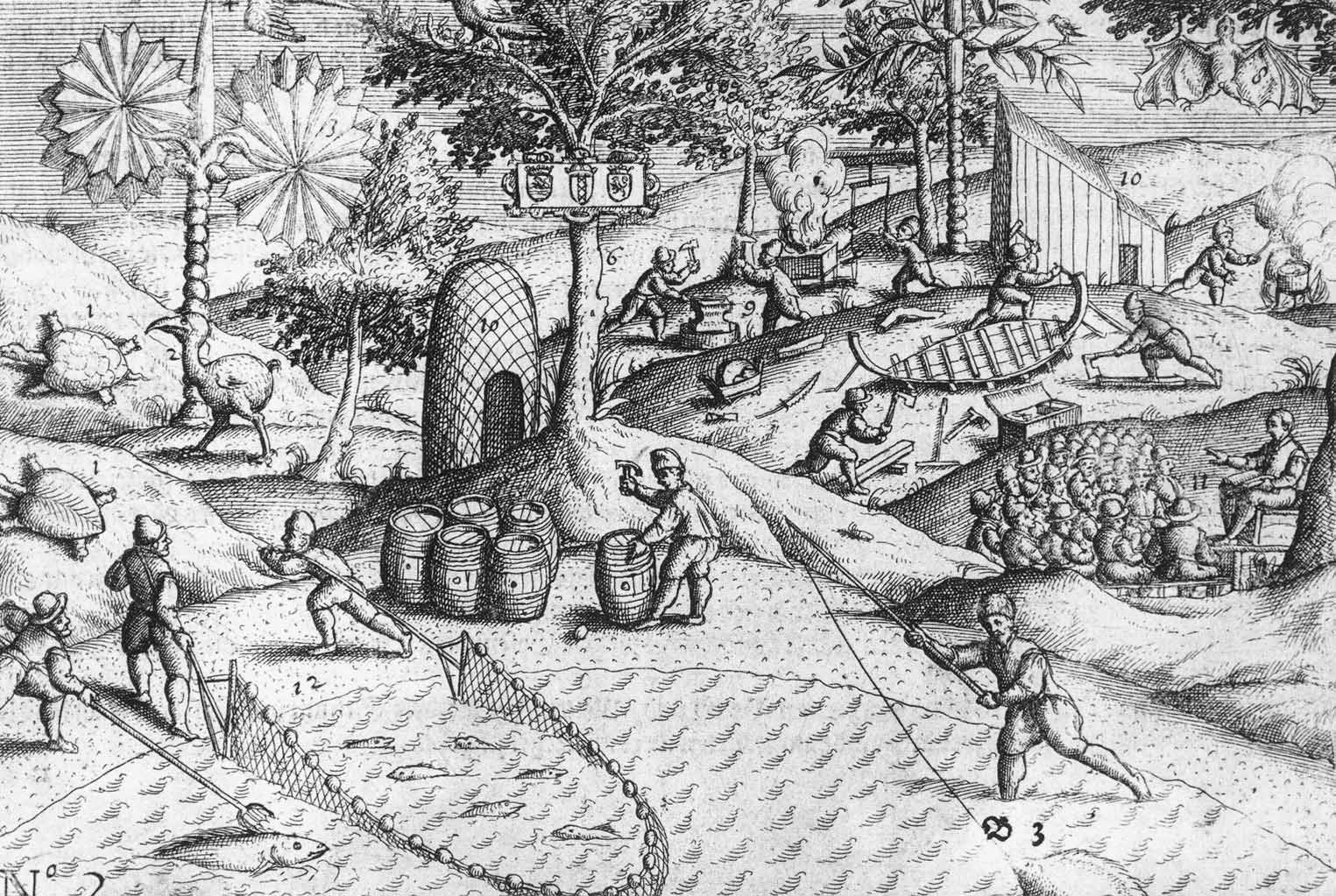
Ілюстрація з твору Ван Нека «Het Tweede Boeck», що ілюструє голландську діяльність на березі Маврикія, а також вперше публікує зображення птаха додо (ліворуч)

Перед тим, як відплисти до Амстердаму, Ван Нек відправив решту чотири кораблі на схід на острови прянощів, щоб отримати більше спецій. Під час подорожі вони не зазнали жодних проблем, крім невеликого конфлікту на острові Мадура, де король Арісабаї, у помсту за  атаку попередьої голландської експедиції, під час якої де Гаутман вбив місцевого принца, захопив кількох моряків і повернув їх лише за викуп. Вони досягли острова Амбон у березні 1599 р., але гвоздики було недостатньо, тому було вирішено, що Ворвік відпливе на північ, до острова Тернате, тоді як Хемскерк прямуватиме до островів Банда.
Ворвік дістався до Тернате без пригод і на відзначення цієї події вистрілив стільки боєприпасів, що сама земля затряслася. Їх прийняли добре, перш за все тому, що султан Тернате воював із сусіднім султаном Тідора і був радий отримати військову допомогу. Ворвік наповнив свої кораблі спеціями і вирушив додому, зібравши дорогою ще трохи перцю в Бантені, перш ніж дістатися до Амстердаму у вересні 1600 р.
Однак Хемскерк, який досягнув архіпелагу Банда в середині березня 1599 р., отримав холодний прийом від тубільців, які були непривітні через поганий минулий досвід контактів з португальцями, а також тому, що сусідні вулкани нещодавно вивергались, і це було витлумачено тубільцями як зловісне провіщення. Врешті-решт йому вдалося завоювати прихильність корінних жителів і залишивши на острові своїх людей збирати запаси мускатного горіха для майбутніх голландських експедицій, він дістався додому в травні 1600 р.

## Результати
Експедиція була визнана надзвичайно успішною, усі кораблі повернулись додому і акціонери отримали 400 % прибутку на свої вкладення, а голландські кораблі вперше досягли Молуккських островів.